# ناحیه دکاسکو، شهرستان آلگان، میشیگان
ناحیه دکاسکو (به انگلیسی: Casco Township) یک منطقهٔ مسکونی در ایالات متحده آمریکا است که در شهرستان آلگان، میشیگان واقع شده‌است.
 ناحیه دکاسکو ۱۰۰٫۹ کیلومتر مربع مساحت و ۲٬۸۲۳ نفر جمعیت دارد و ۱۹۲ متر بالاتر از سطح دریا واقع شده‌است.